# سوليتون بريرا دي اخويلار
سوليتون بريرا دي اخويلار (بالبرتغالية: Sueliton Pereira‏) (19 أغسطس 1986 ببيرنامبوكو في البرازيل - ) هو لاعب كرة قدم برازيلي في مركز الدفاع. لعب مع أتلتيكو باراناينسي ورايو فايكانو ونادي أيه بي سي ونادي جوينفيل ونادي غوياس ونادي فيغورينسي ونادي كريسيوما ونادي ساو خوسيه.

## روابط خارجية
- سوليتون بريرا دي اخويلار على موقع قاعدة بيانات كرة القدم.إي يو (الإنجليزية)
- سوليتون بريرا دي اخويلار على موقع Soccerway.com (الإنجليزية)